# Avarkhod, Athni
Avarkhod là một làng thuộc tehsil Athni, huyện Belgaum, bang Karnataka, Ấn Độ.